# Bruno Lietz
Bruno Lietz, né le 22 novembre 1925 à Wormstedt (Allemagne) et mort le 11 mai 2005, est un homme politique est-allemand. Il est ministre de l'Agriculture, des Forêts et de l'Agroalimentaire entre 1982 et 1989.

## Décorations
- 1976 et 1984 : Bannière du Travail
- 1985 : Ordre de Karl-Marx

## Sources
- (de) Cet article est partiellement ou en totalité issu de l’article de Wikipédia en allemand intitulé « Bruno Lietz » (voir la liste des auteurs).